# Chiquinha Gonzaga
Francisca Edwiges Neves Gonzaga, más conocida como Chiquinha Gonzaga (Río de Janeiro, 17 de octubre de 1847 - Río de Janeiro, 28 de febrero de 1935) fue una compositora, pianista y directora de orquesta brasileña.
Fue la primera mujer en componer y tocar choro, primera pianista de choro, autora de la primera marcha de carnaval (Ô Abre Alas, 1899) y también la primera mujer en dirigir una orquesta en Brasil.

## Biografía
Chiquinha Gonzaga era hija de José Basileu Gonzaga, general del Ejército Imperial Brasileño y de Rosa Maria Neves de Lima, una mulata muy humilde. Chiquinha Gonzaga fue educada en una familia de pretensiones aristocráticas (su padrino era Luís Alves de Lima e Silva, el Duque de Caxias). Ella convivió bastante con la rígida familia de su padre. Hizo estudios de magisterio con uno de los mejores profesores de la época y estudió música con el Maestro Lobo, considerado entonces un fenómeno de la música. Bien temprano ya frecuentaba bailes de lundu, umbigada y otros ritmos originarios de África, buscando en esos encuentros  su identificación musical con los ritmos populares que venían de las rodas de los esclavos. 
Comenzó a los 11 años de edad su carrera de compositora con una música navideña, Canção dos Pastores (canto de los pastores). A los 16 años, por decisión de la familia de su padre, se casó con Jacinto Ribeiro do Amaral, oficial de la Marina Imperial brasileña e inmediatamente quedó embarazada. Al no soportar la reclusión en el buque donde el marido trabajaba, ya que él pasaba más tiempo trabajando en el barco que junto a ella, a las órdenes de su marido de que no se involucrara con la música, a las humillaciones que sufría y el desprecio de Jacinto con respecto a su sueño, Chiquinha se separó, lo que fue un escándalo en la época.
Se llevó consigo solamente a su hijo más grande, João Gualberto, ya que su marido no permitió que Chiquinha cuidara de los hijos más pequeños: Maria do Patrocínio y el niño Hilário. Ella sufrió por verse alejada de los 2 hijos por determinación del marido y por la discriminación de la sociedad de aquella época, que imponía duras puniciones a la mujer que se separaba del marido.
Años después, en 1867, se reencontró con su gran amor del pasado, un novio de juventud, el ingeniero João Batista de Carvalho, con quien tuvo una hija: Alice Maria. Vivió muchos años con él, pero Chiquinha no aceptó sus traiciones. Se separó de él y una vez más pierde una hija puesto que João Batista no dejó que Chiquinha criara a Alice, quedándose con la custodia de la hija. A pesar de todo eso, Chiquinha estuvo muy presente en la vida de sus cuatro hijos y a pesar de haber criado solo a uno de ellos siempre se mantuvo en contacto con los cuatro. 
Después de su separación, pasó a vivir como música independiente, tocando el piano en tiendas de instrumentos musicales. Dio clases de piano para mantener a su hijo João Gualberto y tenerlo junto a sí, sufriendo prejuicios por criar sola a su hijo. Pasó a dedicarse enteramente a la música, donde obtuvo gran éxito; formó su propio grupo musical, su carrera fue en ascenso y se hizo muy famosa, destacándose también como compositora de polkas, valsas, tangos y canciones. Antes, sin embargo, se unió a un grupo de músicos de choro, que incluía también al compositor Joaquim Antônio da Silva Callado, presentándose en bailes. 
A los 52 años, después de muchas décadas sola, pero viviendo feliz con sus hijos y la música, conoció a João Batista Fernandes Lage, un joven aprendiz de música, de quien se enamoró. Él también se enamoró de esa mujer madura que le enseñó muchas cosas sobre música y la vida. La diferencia de edad era muy grande y podría causar más prejuicios y sufrimiento en la vida de Chiquinha. Ella tenía 52 años y João Batista, solo 16. Temiendo el prejuicio, él la convenció para que lo adoptara como hijo, para vivir ese gran amor en secreto. Esta decisión fue tomada para evitar escándalos en respeto a sus hijos y a la relación de amor pura que mantenía con João Batista y que pocas personas en esa época entenderían, lo que afectaría su brillante carrera. Por esa razón también, Chiquinha y João Batista Lage se radicaron en Lisboa, Portugal. Los hijos de Chiquinha, en principio no aceptaron el romance de su madre, pero después lo vivieron con naturalidad. Después de varios años retornaron al Brasil sin levantar sospechas ninguna de vivir como marido y mujer. Chiquinha nunca asumió su romance, que solo fue descubierto después de su muerte, a través de cartas y fotos de la pareja.

## Carrera

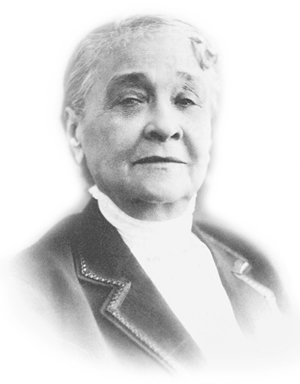
Chiquinha Gonzaga a los 78 años de edad.

La necesidad de adaptar el sonido del piano al gusto popular le valió la gloria de hacerse la primera compositora popular del Brasil. El éxito comenzó en 1877, con la polka 'Atrativo'. A partir de la repercusión de su primera composición impresa, resolvió lanzarse en el teatro de variedades y revista. Estrenó componiendo la banda sonora de la opereta "A Corte na Roça", el 1885. En 1911, estrena su mayor éxito en el teatro: la opereta Forrobodó, que llegó a 1500 presentaciones seguidas después de estrenar - hasta hoy el mayor desempeño de una pieza de este género en el Brasil. En 1934, a los 87 años, escribió su última composición, la partitura de la pieza "Maria". Fue creadora de la célebre partitura de la opereta "A Jurity", de Viriato Correia. 
Alrededor de 1900 conoce la irreverente artista Nair de Tefé von Hoonholtz, la primera mujer caricaturista  del mundo, de la cual se hace gran amiga. Chiquinha viaja por Europa entre el 1902 y el 1910, haciéndose especialmente conocida en Portugal, donde escribe músicas para diversos autores. Luego después de su retorno del continente europeo, su amiga Nair de Tefé se casa con el entonces presidente brasileño Hermes da Fonseca, convirtiéndose en primera dama de Brasil. Chiquinha es invitada por la amiga para algunas reuniones musicales en el Palacio del Catete, la entonces residencia presidencial, aún bajo la oposición notablemente impuesta por la familia de Nair. En una ocasión el 1914, en un recital de lanzamiento del "choro" Corta Jaca, en el palacio presidencial, la propia primera dama Nair de Tefé, acompañó Chiquinha a la guitarra, tocando un maxixe compuesto por Chiquinha, hecho que fue considerado un escándalo para la época. Fueron hechas críticas al gobierno y retumbantes comentarios sobre los "escándalos" en el palacio, por la promoción y divulgación de músicas cuyos orígenes estaban en las bailas vulgares, según la concepción de la élite social aristocrática. Llevar al Palacio del Gobierno a música popular brasileña fue considerado, en la época, una quiebra de protocolo, causando polémica en las altas esferas de la sociedad y entre políticos. Después del término del mandato presidencial, Hermes da Fonseca y Nair de Tefé trasladaron residencia a Francia, donde permanecieron por largo tiempo. Así, Chiquinha y Nair perdieron contacto. 
Chiquinha participó activamente de la campaña por la abolición de la esclavitud, por cuenta de la revuelta que sentía por sus ancestrales maternos hayan sido esclavos y sufrido mucho, y por la proclamación de la república en Brasil. También fue la fundadora de la Sociedad Brasileña de Autores Teatrales. En total, compuso músicas para 77 piezas teatrales, habiendo sido autora de cerca de dos mil composiciones en géneros variados: valsas, polcas, tangos, lundus, maxixes, fados, quadrilles, mazurcas, choros y serenatas. Ella murió el 28 de febrero de 1935 junto a João Batista Lage, su gran amigo y fiel compañero, cuando comenzaba el Carnaval.